# Fatima Naoot
Fatima Naoot (ar: فاطمة ناعوت) es una poeta, periodista, ingeniera, escritora y activista egipcia nacida el 18 de septiembre de 1964 en la ciudad de El Cairo, capital de Egipto. Es conocida en su país por sus escritos defendiendo el laicismo, el feminismo y los derechos de los animales. En 2016 fue juzgada y declarada culpable a una pena de prisión de 3 años por faltar al respeto a la religión.  Esto fue debido a una publicación en su cuenta de Twitter en la que explicaba la ofrenda mediante el sacrificio de animales del día del Eid al-Adha, la mayor festividad musulmana, traducida al español como Celebración del Sacrificio. Cabe decir, que Naoot había negado previamente su intención de criticar la religión islámica y había defendido su crítica hacia la crueldad animal llevada a cabo durante la celebración del Eid al-Adha.

## Biografía
Fatima Naoot nació el año 1964 en la ciudad de El Cairo, Egipto, donde posteriormente, en 1987, se graduaría en ingeniería por la Universidad de Ain Shams, con especialidad en ingeniería arquitectónica. Durante este período de tiempo publicó varios escritos de poesía en las lenguas árabe e inglesa relacionados con la literatura y la poesía además de traducir numerosas novelas literarias de escritores mundialmente conocidos.
Hasta el día de hoy, Fatima ha escrito un total de 19 obras. Además, es madre de dos hijos: Mazen, quien estudia en el departamento de arquitectura de la Universidad de ingeniería y Omar, quien es artista a pesar de su autismo.

## Vida profesional
Entre sus obras más destacadas hay tanto artículos como poemas que ha publicado no solo dentro del territorio egipcio sino también fuera de este. Sus poemas fueron traducidos a varias lenguas y fue nombrada por la Biblioteca de Poesía Escocesa como una de las personas árabes más importantes en ser miembro de la biblioteca. Obtuvo su primer galardón, un primer premio en la sección de literatura árabe, en el Festival de Literatura de Hong Kong el año 2006, gracias a su quinto diván llamado “Un bote de pegamento”, el cual se tradujo al inglés y al chino. Representó a Egipto en el Festival Internacional de Poesía de Róterdam, Holanda y en el Festival Internacional de Poesía Al-Mutanabbi en Zúrich, Suiza el año 2007. Y en Valencia, Venezuela así como en el Festival Literario de Cosmopoética en Córdoba, España. De la misma manera, representó a Egipto en diferentes ciudades, estados y países como son Berlín, París, Toronto, California, Jordania, Marruecos, Túnez, Líbano, Siria, Arabia Saudita, Kuwait, Baréin, Irak, y Libia, entre otros.

### Colecciones poéticas
1. "Un chasquido de dedos" - Organización General Egipcia del Libro, 2002 - Nueva colección de libros
2. "A un centímetro del suelo" - Editorial Merit, 2003
3. "Una sección longitudinal en la memoria" - Organización General Egipcia del Libro, 2003
4. "Sobre la palma de una mujer" - publicada por el ministerio de cultural, 2004
5. "Un bote de pegamento"  -  Editorial Simposio - publicada en inglés y chino y que le hizo ganar un premio en el concurso de poesía árabe de Hong Kong, 2007
6. "El templo de las flores" - Editorial Nahdah Arabia, Beirut, 2007
7. "Un bote de pegamento"  - Editorial Merit, El Cairo, 2008
8. "Mi nombre no es difícil" - Editorial Ad Dar - El Cairo, 2009
9. "El creador de felicidad" - Editorial Merit, El Cairo, 2012

## Afiliaciones
Naoot es miembro de diversas asociaciones, uniones y sindicatos entre las cuales destacan:
- El Sindicato Egipcio de Ingenieros
- Miembro activo de la Unión de Escritores de Egipto
- La Casa de los Escritores de Egipto
- El Atelier de El Cairo (Atelier du Cairo)
- La Asociación Adibat de Egipto
- El Sindicato Árabe de Escritores de Internet
- La Unión Feminista de Egipto
- El Movimiento Poético Internacional, mundial de América Latina
- La Asociación Árabe Internacional de Traductores y Lingüistas
- El Club Internacional del Bolígrafo
- La Biblioteca de Poesia Escocesa
- La Organización Transfronteriza de Escritores